# Chiesa di Santa Maria di Betlemme
La chiesa di santa Maria di Betlemme conosciuta come chiesa di Betlemme era un edificio religioso di origine medievale che si affacciava sul Prà della Valle a Padova. Era la chiesa del contiguo monastero delle canonichesse regolari lateranensi.

## Storia
La chiesa sorse agli inizi del Duecento (1238) nei pressi dell'hospitale de' ciechi. In seguito fu affidata alla canonichesse regolari lateranensi. Verso la metà del XV secolo - anche grazie alla presenza di suor Michelina da Pavia - le canonichesse costruirono accanto alla chiesa, con il consenso di papa Eugenio IV (1441), un piccolo monastero.
Alla costruzione contribuì economicamente anche il fiorentino Palla Strozzi che abitava nel palazzo poco distante l'edificio. In seguito fu Onofrio Strozzi a continuare l'opera  evergetica principiata dal padre. L'edificio fu solennemente consacrato nel 1465 dal Marco Negro vescovo di Cattaro. La chiesa nei secoli seguenti fu ampliata ed adornata grazie ai generosi oboli versati dai padovani, molto devoti alle religiose presenti in gran numero (settanta all'inizio del Settecento) celebri per la loro devozione e religiosità.
La chiesa venne chiusa in seguito ai decreti antiecclesiastici napoleonici: nel 1808 le monache furono allontanate e poco dopo tutto venne demolito. Gli ultimi resti della chiesa e del monastero furono abbattuti negli anni '30 del Novecento quando si aprì via Luca Belludi.
All'interno della chiesa trovavano sepoltura Palla Strozzi e la sua prima moglie, Maria. Vi era anche il sepolcro del celebre storico abate Giovanni Brunacci.

## Descrizione

### Esterno
La chiesa si innalzava dove oggi si interrompono i portici, appena prima del palazzo in stile liberty che fa angolo con la piazza e via Luca Belludi: aveva la facciata rivolta a meridione, caratterizzata da un portico su arcate che sosteneva sopra, il coro delle monache. Il sottoportico - avvisava il Brandolese - aveva pitture di Stefano dall'Arzare e tra le raffigurazioni (l'Annunciazione, il Padre Eterno, gli Evangelisti, Compianto sul Cristo morto) vi era il ritratto di Lorenzino de' Medici di nero vestito che probabilmente offrì la decorazione pittorica durante la sua permanenza padovana.
L'alto campanile sorgeva verso levante, addossato all'abside. 

### Interno
La chiesa era dotata di quattro altari, disposti in uno spazio - lungo 18 metri e largo 5- : il primo a destra era ornato da una pala di Pietro Damini raffigurante san Carlo Borromeo, il secondo aveva una pala del 1568 raffigurante Santa Caterina con due devote ai lati sui modi di Domenico Campagnola. Sull'altare maggiore faceva mostra una tavola di Pietro Paolo Santacroce L'Adorazione dei Magi, intorno tele di Domenico Zanella Mosè fa scaturire l'acqua dal Monte, Il convito di Baldassarre, San Giovanni Battista predica nel deserto, Erodiade danza davanti a Erode.
Ricordavano gli eruditi settecenteschi che le monache durante le solennità esponevano agli altari paliotti mobili ricoperti di gioielli e perle. Disponevano anche di un ''parato in terzo'' tutto coperto e decorato di perle di varie dimensioni.